# Zenodochium
Zenodochium là một chi bướm đêm thuộc họ Blastobasidae.